# Gräninger See
Der Gräninger See ist ein See bei Gräningen, Ortsteil der Gemeinde Nennhausen im brandenburgischen Landkreis Havelland. Er liegt im gleichnamigen, rund 138 Hektar großen Naturschutzgebiet Gräninger See, rund einen Kilometer nördlich von Gräningen, westlich der Landesstraße 991, die Gräningen und Nennhausen verbindet. Der See selbst ist heutzutage kaum zu erreichen und zum großen Teil verlandet.
Der im Schmettauschen Kartenwerk als Gräningsche See verzeichnete See findet Erwähnung in einem Brief des Dichters Friedrich de La Motte Fouqué an seinen Freund Adelbert von Chamisso vom 20. April 1812: „Weißt Du, wie wir einmal an einem stillen Abend – mich dünkt es war Herbst, oder die Gegend sah doch wenigstens herbstlich aus – nebeneinander auf dem Hügel am Gräninger See saßen?“ Damit könnte der östlich des Sees gelegene Galgenberg (41,9 m) gemeint sein. Es wird zuweilen gemutmaßt, der See habe Fouqué als geographische Inspiration für sein Märchen Undine (erschienen 1811) gedient.